# Lake Placid 3
Pour les articles homonymes, voir Lake Placid.
Série Lake Placid
Lake Placid 2
(2007) Lake Placid: The Final Chapter
(2012)
Pour plus de détails, voir Fiche technique et Distribution.
Lake Placid 3 est un téléfilm américain de science-fiction et d'horreur réalisé par Griff Furst, diffusé en 2010. Il fait suite à Lake Placid 2 (2007) et est le troisième volet d'une franchise débutée avec à Lake Placid (1999).

## Histoire
Dans le comté d'Aroostook, au nord du Maine, un an après la mort de Sadie Bickerman, son neveu, le garde-chasse Nathan Bickerman emménage avec sa femme Susan et son fils Connor. L'intégration est très difficile pour ce dernier. Il tue alors le temps en errant près du lac, jusqu'au jour où il apprivoise une famille de bébés crocodiles. Deux ans plus tard, l'adolescent continue de nourrir sa « tribu ». Il ne se doute pas qu'ils sont désormais très forts et affamés de chair humaine. Quand les reptiles décident de s'attaquer aux habitants, Connor et son père décident de les neutraliser.

## Fiche technique
Sauf indication contraire, les informations mentionnées dans cette section peuvent être confirmées par la base de données cinématographiques IMDb,  présente dans la section « Liens externes ».
- Titre original et français : Lake Placid 3
- Titre québécois : Lake Placid : L'Animal refait surface
- Réalisation : Griff Furst
- Scénario : David Reed
- Décors : Borislav Mihailovski
- Costumes : Maria Mladenova
- Photographie : Anton Bakarski
- Montage : Matt Michael
- Musique : Nathan Furst
- Production : Jeffery Beach et Phillip J. Roth

Producteurs délégués : Rui Costa Reis, Cherise Honey, Thomas P. Vitale et Eliad Josephson
- Sociétés de production : Stage 6 Films, RCR Media Group, UFO Films et Curmudgeon Films
- Genre : horreur, thriller, action, aventures
- Durée : 83 minutes (version TV), 95 minutes (version sortie en vidéo)
- Dates de diffusion et sortie[1] :

États-Unis : 21 août 2010 sur Syfy
France : 1er décembre 2010 (sortie en DVD)
- - Avertissement ce film est sous accord parental = 10 ans (DVD)[Où ?]
  - Tout Public (TV)[Où ?]

## Distribution
- Colin Ferguson : Nathan Bickerman
- Yancy Butler : Reba
- Kacey Barnfield : Ellie
- Kirsty Mitchell : Susan Bickerman
- Jordan Grehs : Connor Bickerman
- Michael Ironside : Sheriff Tony Bellinger
- Mark Evans (en) : Brett
- Angelica Penn : Tara
- Roxanne Pallet : April

## Production
Le tournage a lieu en Bulgarie.

## Accueil
Le téléfilm a été vu par environ 3 millions de téléspectateurs lors de sa première diffusion.

## Différentes versions
Le film connait deux versions. La première est la version diffusée à la télévision, en partie censurée et d'une durée de 83 minutes. La deuxième version contient de la nudité et des scènes plus sanglantes. Elle dure 95 minutes[réf. nécessaire].